# Austrasien

Karta över Austrasien.

Austrasien ("Östriket") var ett frankiskt kungarike under merovingerna, från 500-talet till 700-talet. Det omfattande områden på båda sidor av mellersta Rhen, med huvudorterna Metz och Reims. Riket omfattade det som idag är Benelux-länderna, östra Frankrike och södra Tyskland.
Austrasien kallades den östra, rent germanska delen av det frankiska riket i motsats till det övervägande romanska västriket, Neustrien. I vidsträckt mening betecknade Austrasien inte endast de austrasiske frankernas område (Ripuarien och det gamla salierlandet mellan Maas och Silva carbonaria), utan även de av frankerna underkuvade tyska stammarnas land: Alemannien, Bayern, Thüringen, och sedermera även Friesland och gamla Sachsen. 
På merovingernas tid var Austrasien ofta ett eget rike med egen kung, och vanligen hörde dit även åtskilliga områden i Neustrien, såsom större delen av Champagne och även Auvergne och angränsande landskap i östra Akvitanien. Redan på merovingernas tid framträdde mer än en gång den för framtiden så betydelsefulla nationella motsatsen mellan Austrasien och Neustrien.